# گاریبالدی (ریو گراند دو سول)
گاریبالدی (به پرتغالی: Garibaldi) یک منطقهٔ مسکونی در برزیل است که در ریو گرانده جنوبی واقع شده‌است. گاریبالدی ۱۶۹٫۷ کیلومتر مربع مساحت و ۳۵٬۴۴۰ نفر جمعیت دارد و ۶۱۳ متر بالاتر از سطح دریا واقع شده‌است.